# جوهان غوثير
جوهان غوثير هي قاضية كندية، ولدت في 11 سبتمبر 1955 في مونتريال في كندا.